# Михайловка (Эртильский район)
Михайловка — посёлок в Эртильском районе Воронежской области России. Входит в состав Первоэртильского сельского поселения.

## География
Посёлок находится в северной части Воронежской области, в лесостепной зоне, в пределах Окско-Донской равнины, на расстоянии примерно 5 километров (по прямой) к юго-юго-востоку (SSE) от города Эртиль, административного центра района. Абсолютная высота — 165 метров над уровнем моря.
Часовой пояс
Посёлок Михайловка, как и вся Воронежская область, находится в часовой зоне МСК (московское время). Смещение применяемого времени относительно UTC составляет +3:00.

## Население
| 2000 | 2010 |
| ---- | ---- |
| 18   | ↘1   |

Национальный состав
Согласно результатам переписи 2002 года, в национальной структуре населения русские составляли 100 % из 11 человек.

## Улицы
Уличная сеть посёлка состоит из одной улицы (ул. Михайловская).